# SS Saint Ninian
Le SS Saint Ninian était un cargo à vapeur de la marine marchande britannique. Il a été construit en 1894 et a servi pendant la Première Guerre mondiale. Il a été coulé par un sous-marin allemand en 1917.
Le Saint Ninian a été construit par D. and W. Henderson and Company de Glasgow et lancé le 21 juin 1894. Il était exploité par la Saint Ninian Steamship Company, Ltd. (A. Mackay & Co.), également basée à Glasgow.
Le 7 février 1917, il était à destination de la Tees avec à son bord une cargaison de pyrites de fer en provenance de Port Kelah. Il se trouvait à trois milles marins au large de Whitby lorsqu’il rencontra le SS Corsican Prince, qui venait d’être torpillé par l'UB-34 de Theodor Schultz. Le Saint Ninian s’est approché pour repêcher les survivants, mais a lui-même été torpillé par l'UB-34 et a coulé avec la perte de quinze hommes.